# 夢であるように
「夢であるように」（ゆめであるように）は、1997年12月17日に発売されたDEENの13thシングル。

## 解説
表題曲の「夢であるように」はプレイステーション用ゲーム『テイルズ オブ デスティニー』の主題歌であり、2006年発売のプレイステーション2でのリメイク版でも引き続き主題歌として使用されている。
表題曲はタイアップ曲ではあるが『テイルズ オブ デスティニー』のために制作されており、DEENは公式ガイドブックのインタビューの中で、設定資料を読み、ゲームで描こうとしているものを歌でも表現したいと思って詩を書いた、どのような曲にするかと言う4人の意見が一致していた、という意味の言葉を述べている。また、『テイルズ オブ デスティニー』の主題歌として表題曲を制作出来たことに感謝の言葉も述べている。
プレイステーション版『テイルズ オブ デスティニー』には、一定の条件を満たすと闘技場と呼ばれる場所でゲーム内キャラクターとしてのDEENがライブを行い、表題曲を歌唱するサブイベントが存在する。
シングルとゲームで使用された表題曲には若干の違いがあり、2008年発売の34thシングル「永遠の明日」にはゲームで使用されたバージョンがカップリングとして収録されている。

## 収録曲
1. 夢であるように
作詞：池森秀一、作曲：DEEN、編曲：池田大介
  - プレイステーション用ゲーム『テイルズ オブ デスティニー』主題歌
2. 海の見える街 〜Indigo days〜
作詞：池森秀一、作曲：宇津本直紀、編曲：池田大介
3. 夢であるように (Original Karaoke)
4. 海の見える街 〜Indigo days〜 (Original Karaoke)

## 収録アルバム
夢であるように
- 『SINGLES+1』 [8]
- 『Ballads in Blue〜The greatest hits of DEEN〜』[9]
- 『DEEN The Best キセキ』[10]
- 『DEEN PERFECT SINGLES +』[11]
- 『DEEN at 武道館〜15th Anniversary Greatest Singles Live〜』[12]
- 『マリアージュ』[13]
- 『DEENAGE MEMORY -20周年記念ベストアルバム-』[14]
- 『DEEN The Best FOREVER 〜Complete Singles +〜』[15]
- 『DEEN The Best DX 〜Basic to Respect〜』[16]
- 『サウンドトラック「テイルズ オブ デスティニー」』[17]
- 『The Best of Tales』[18]

海の見える街
- 『Another Side Memories〜Precious Best〜』[19]

## カバー
- 緑川光 - 2021年発売のアルバム『Tales of Dream Project-Fiesta Songs-』に収録[20]。